# Jonatan Almendra
Jonatan Andrés Almendra Cifuentes (* 25. April 1991 in Concepción) ist ein ehemaliger chilenischer Fußballspieler. Der Stürmer spielte bei Vereinen in seinem Heimatland Chile, Neuseeland und in seiner neuen Wahlheimat Schweden. Zudem war Almendra auch als Futsalspieler aktiv.

## Karriere

### Fußball
Jonatan Almendra kam von der Jugend von Deportes Concepción 2011 in die Profimannschaft des Klubs. 2012 wechselte er zu Stadtrivale Universidad de Concepción. Nach einer kurzen Station bei Wairarapa United in Neuseeland war er bei Fernández Vial, Naval und Deportes Linares in unterklassigen Ligen. 
2017 emigrierte der Offensivakteur nach Schweden und wechselte zum Huddinge IF. Danach spielte er noch für Arameiska/Syrianska Botkyrka IF, das ihn an Tungelsta IF verlieh und weitere Amateurklubs. In Schweden wurde Almendra heimisch und blieb auch nach seinem Karriereende im Land.

### Futsal
Neben der Fußballkarriere spielte Almendra ab 2019 auch Futsal. Anfangs lief er für die Nacka Juniors auf und wechselte Mitte 2019 zu Djurgårdens IF. Von 2020 bis 2023 lief er für den Hammarby IF auf, mit dem er 2020/2021 schwedischer Meister wurde.

## Sonstiges
Sein älterer Bruder Patricio ist ebenfalls ehemaliger Profifußballspieler, der bei Vereinen in Chile, Neuseeland und der Arabischen Halbinsel spielte.